# Pacific Drive
Pacific Drive est un jeu vidéo de survie développé par Ironwood Studios et publié par Kepler Interactive. Le jeu se déroule dans le Nord-Ouest Pacifique, que le joueur traverse à pied ou en break afin d'essayer de s'échapper de la Zone d'Exclusion Olympique, un lieu entouré de mystères où se déroulent de nombreuses anomalies altérant la réalité. Face aux nombreux défis, le joueur doit modifier et améliorer son véhicule ainsi que le garage.
Le développement de Pacific Drive commence en 2019 après la création d'Ironwood Studios. Le directeur créatif Alexander Dracott conçoit l'idée après avoir traversé la péninsule Olympique. Il envisage de créer le jeu de manière indépendante, mais il se rend compte qu'il a besoin d'une équipe, qu'il commence à constituer pendant la pandémie de COVID-19. Le jeu est annoncé en septembre 2022 et est sorti le 22 février 2024 sur PlayStation 5 et Microsoft Windows.

## Univers
L'action de Pacific Drive se déroule dans la Zone d'Exclusion Olympique, une zone fictive aux biomes variées, au sein du Nord-Ouest Pacifique aux États-Unis.
À la suite d'un évènement issu d'expériences scientifiques, cette zone est devenue inaccessible au public par l'intermédiaire de grands murs construits par le gouvernement américain. D'après les rumeurs, on y trouverait de nombreuses anomalies tel des objets animés par de mystérieuses forces et des évènements physiques impossibles.

## Système de jeu
Pacific Drive est un jeu de survie joué à la première personne. Le jeu se déroule dans la Zone d'Exclusion Olympique du Nord-Ouest Pacifique, que le joueur traverse à pied ou en break. Le joueur peut personnaliser son véhicule dans son garage, qui lui sert de base d'opérations. L'objectif, alors que le joueur avance dans l'histoire, est de pouvoir faire face à des conditions de plus en plus difficiles.
Le jeu repose sur un système de collecte de matériaux dans des intersections de voyage choisies au départ du garage. Il existe trois zones dans le jeu, dans lesquelles la difficulté augmente au fur et à mesure de l'avancée de l'histoire. Plus le joueur atteint des zones difficiles, plus les matériaux trouvés sont rares.
Le diagnostic du véhicule, afin de réparer des bizarreries s'effectue à l'aide d'un ordinateur. La voiture cause occasionnellement des bizarreries à réparer, comme le klaxon qui retentit lorsque le volant est tourné.
Certaines réparations peuvent être effectuées en parcourant le monde, comme l'échange de pneus crevés et la réparation au chalumeau, bien que les réparations complexes soient effectuées dans le garage. La station d'invention du garage récolte des ressources et crée des machines, dont certaines découvrent de nouveaux itinéraires, ajoutent du carburant à la voiture et déstabilisent une zone. Une scie circulaire peut être utilisée pour récolter la ferraille d’autres véhicules accidentés. Les éléments météorologiques altèrent la maniabilité du véhicule.
Au fur et à mesure que le joueur parcourt le monde, des monstres métalliques s'accrochent à la voiture et mâchent le métal de celle-ci. Ces monstres peuvent être retirés avec la scie circulaire. D'autres obstacles incluent des anomalies électriques et des barrières qui perturbent l'électronique à bord du véhicule. Des emplacements supplémentaires deviennent progressivement disponibles pour le joueur au cours de son voyage. Tout au long du périple, le joueur peut découvrir des recettes de fabrication et des plans pour améliorer le véhicule, trouver des notes, des journaux audio et communiquer avec des personnages non-joueurs pour s'échapper de la Zone d'Exclusion Olympique. Dans chaque niveau, le joueur collecte des noyaux d'énergie, pour ouvrir des passerelles, qu'il ramène au garage. Cela rend le monde plus hostile, activant des ennemis et déclenchant une tempête destructrice qui finit par envelopper le joueur.

## Développement et sortie
(décembre 2023).
Le contenu est difficilement compréhensible vu les erreurs de traduction, qui sont peut-être dues à l'utilisation d'un logiciel de traduction automatique.
Après avoir travaillé dans des studios de développement de jeux vidéo tels que Sony Online Entertainment, Sucker Punch Productions et Oculus VR, Alexander Dracott fonde Ironwood Studios à Seattle en 2019 afin de créer ses propres jeux vidéo,,. Il a imaginé le concept de Pacific Drive alors qu'il traversait la péninsule Olympique aux États-Unis, où il avait l'impression de parcourir le Nord-Ouest Pacifique « sur une route solitaire… et la radio diffuse une certaine mélodie, cela peut être vraiment mémorable », en la comparant à son enfance à Portland. Alors qu'il commence à développer un prototype de Pacific Drive, Dracott envisage de rester seul, mais il réalise qu'il a besoin d'associés à mesure que le concept progresse. Il constitue une équipe au début de la pandémie de COVID-19 en 2020. L'équipe emménage dans leur bureau de Seattle en 2022.
L'équipe souhaite que la relation du joueur avec sa voiture soit le facteur le plus important du gameplay. Le concepteur principal du jeu Seth Rosen déclare que « l'état de la voiture est généralement un meilleur indicateur du bon déroulement du trajet que votre propre santé ». Les développeurs ont tenté des moments scénarisés de « construction de personnage » pour le véhicule, mais ils ont déterminé qu'un gameplay non scénarisé résonnait mieux auprès du joueur. L’équipe créée indépendamment des ennemis et des événements avec des comportements simplistes et des scénarios plus intéressants lorsqu’ils sont combinés. De plus, les développeurs veulent que les ennemis soient « assez dangereux » tout en permettant au joueur de résoudre les problèmes de manière créative et en surmontant les menaces. Les premières expériences d’ennemis contrôlés par l’intelligence artificielle sont abandonnées, car leur comportement était trop difficile à comprendre et à prédire en conduisant. La randomisation du monde est inspirée par le travail de Derek Yu sur Spelunky et son livre ultérieur pour Boss Fight Books.
Pacific Drive est annoncé le 13 septembre 2022, lors d'un évènement organisé par Sony, au côté de sa première bande-annonce. Sa sortie est prévue sur PlayStation 5 et Microsoft Windows en 2023,. Une deuxième bande-annonce révélant plus de gameplay est dévoilée le 9 février 2023. En juin, Ironwood Studios annonce son partenariat avec Kepler Interactive pour la publication du jeu. En août, la fenêtre de lancement est reportée au début de 2024 pour permettre un développement supplémentaire sans surmenage excessif. La sortie du jeu est officialisée pour le 22 février 2024 par le biais d'une autre bande-annonce présentée au cours du PC Gaming Show,.

### Mises à jour
En septembre 2024, une mise à jour gratuite, intitulée Drive Your Way, ajoute plusieurs options de difficultés au jeu ainsi que des cosmétiques.
En novembre 2024, Ironwood Studios déploie la mise à jour gratuite Trips and Treasures qui permet au joueur d'acquérir un garage et de le personnaliser avec plusieurs éléments de décorations.

## Accueil

### Critiques
Pacific Drive est globalement bien reçu par la presse vidéoludique, avec un score de 80 % calculé par les agrégateurs de critiques OpenCritic et Metacritic,.

### Ventes
En juillet 2024, le jeu dépasse les 600 000 unités vendus.

### Distinctions
| Liste des prix et nominations de Pacific Drive | Liste des prix et nominations de Pacific Drive | Liste des prix et nominations de Pacific Drive | Liste des prix et nominations de Pacific Drive | Liste des prix et nominations de Pacific Drive |
| Prix                                           | Date                                           | Catégorie                                      | Résultat                                       | Réf.                                           |
| ---------------------------------------------- | ---------------------------------------------- | ---------------------------------------------- | ---------------------------------------------- | ---------------------------------------------- |
| Game Awards                                    | 12 décembre 2024                               | Meilleur premier jeu indépendant               | Nomination                                     | ,                                              |
| Indie Game Awards                              | 19 décembre 2024                               | Meilleure bande-son                            | Lauréat                                        | [ 26 ]                                         |

### Traduction
- (en) Cet article est partiellement ou en totalité issu de l’article de Wikipédia en anglais intitulé « Pacific Drive » (voir la liste des auteurs).

### Note
1. ↑  Le State of Play (en) de Sony Interactive Entertainment.